# Vatnsfell-Kraftwerk
Das Vatnsfell-Kraftwerk (isl. Vatnsfellsvirkjun oder Vatnsfellsstöð = Vatnsfellstation) ist ein Wasserkraftwerk im isländischen Hochland nahe der Sprengisandur-Route.
Vatnsfellsstöð ist ein Spitzenlast-Kraftwerk, das vor allem im Winter in Betrieb ist, wenn der Strombedarf in Island am höchsten ist. Es wurde zwischen 1999 und 2001 vom isländischen Stromversorgers Landsvirkjun erbaut. An der Planung wirkte unter anderem auch die deutsche Firma Lahmeyer International mit.

## Aufbau und Technik
Das Kraftwerk nutzt den Höhenunterschied zwischen den beiden Stauseen Þórisvatn (Höhe über dem Meeresspiegel 577 m) und Krókslón (Höhe 498 m), die durch einen Kanal verbunden wurden. Dieser Kanal wurde wiederum durch einen 750 m langen Damm zu einem kleinen Stausee Vatnsfellslón (Höhe 563 m, Fläche 0,6 km², Speichervolumen 3,2 Gl) aufgestaut.
Vom Einlass fließt das Wasser durch zwei 126 m lange Röhren mit 4,5 m Durchmesser und 67 m Gefälle zu zwei Francis-Turbinen von GE Hydro mit je 45 MW elektrischer Leistung. Die Ausbauwassermenge beträgt 160 m³/s; im Jahresdurchschnitt liegt der Durchfluss etwa bei der Hälfte dieses Wertes.
Als Unterwasser dient wieder der Kanal, der nach 2,4 km in den Krókslón-See mündet.
Über eine 220-kV-Hochspannungsleitung ist das Vatnsfell-Kraftwerk an das am Krókslón-See gelegenen Sigalda-Kraftwerk angebunden.

## Kunstwerke am Kraftwerk

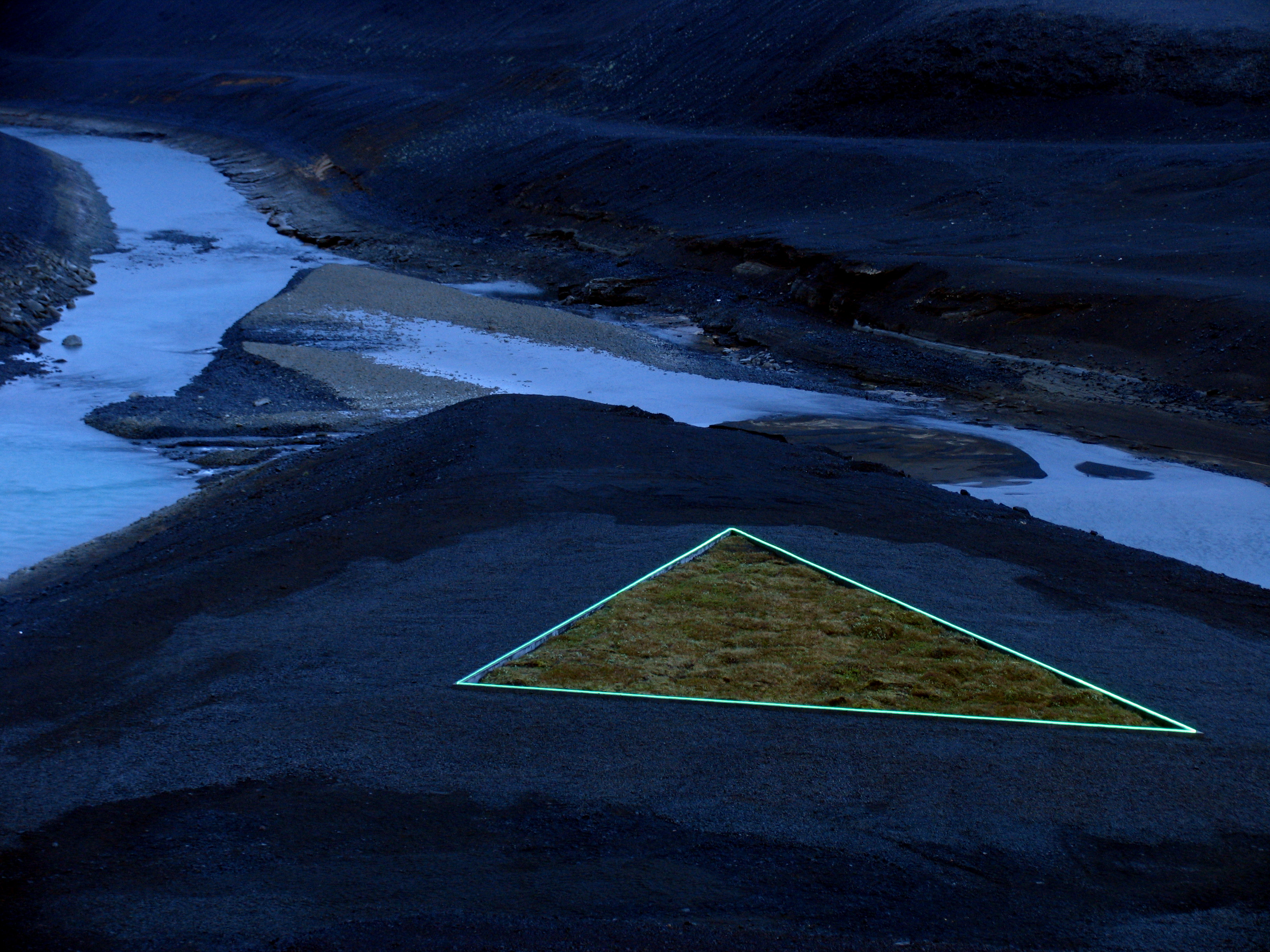
Mutter Erde in der Dämmerung

Zu Füßen des Kraftwerkes wurden zwischen 2003 und 2005 zwei Kunstwerke installiert:
- Die isländische Künstlergruppe Gjörningaklúbbinn (Icelandic Love Corporation) schuf das Kunstwerk Mutter Erde (Móðir jörð). Es besteht aus einem dreieckigen Stück Erde, das sich von der kahlen Umgebung durch seinen Bewuchs abhebt. Die Grenzen sind mit der Energie des Kraftwerkes beleuchtet, so dass insbesondere in der Dämmerung ein eindrucksvolles Bild entsteht (siehe links).[4]
- Der isländische Künstler Finnbogi Pétursson schuf eine viereckige, begehbare Klangröhre namens Tíðni (Frequenz), die entsprechend der Netzfrequenz des Kraftwerkes einen Brummton von 50 Hz erklingen lässt.